# Церква Положення ризи Пресвятої Богородиці (Базниківка)
Церква Положення ризи Пресвятої Богородиці в Базниківці — парафія і храм греко-католицької громади Бережанського деканату Тернопільсько-Зборівської архієпархії Української греко-католицької церкви в селі Базниківка Тернопільського району Тернопільської области.

## Історія церкви
Історичних даних про перше утворення парафії немає. За спогадами старожилів, храм був збудований у 1894 році на пожертви сільської громади.
До 1946 року парафія і храм належали до УГКЦ, після чого радянська влада закрила церкву. У 1991 році, за настоятеля о. М. Підлипного, громада одноголосно повернулася в лоно УГКЦ. До 1991 року Базниківка та село Саранчуки були однією парафією.
На парафії діє братство «Апостольство молитви». Катехизацію проводить священник.
На парафіяльній території встановлено хрест на честь скасування панщини у 1848 році.

## Парохи
- о. Омелян Король (до 1924),
- о. Омелян Кордуба (до 1941),
- о. Богдан Романишин (1941—1984),
- о. Михайло Підлипний (1990—1993),
- о. Володимир Заболотний (1993—1995),
- о. Михайло Коваль (1995—1997),
- о. Петро Статків (1997—1998),
- о. Володимир Кіселик (з 1998).